# Ibrahim Rojas
Ibrahim Rojas, född den 10 oktober 1975 i Santa Cruz del Sur, Kuba, är en kubansk kanotist.
Han tog OS-silver i C-2 1000 meter i samband med de olympiska kanottävlingarna 2000 i Sydney.
Han tog därefter OS-silver i C-2 500 meter i samband med de olympiska kanottävlingarna 2004 i Aten.